# Serie A2 2000-2001 (pallacanestro femminile)
Il campionato di Serie A2 di pallacanestro femminile 2000-2001 è stato il ventunesimo organizzato in Italia.
La serie cadetta è divisa in due gironi all'italiana di quattordici squadre ciascuno, con partite di andata e ritorno. Al termine della stagione regolare, le prime quattro squadre di ogni girone partecipano alla Poule promozione, divise ancora una volta in due gironi. Le prime due sono promosse in Serie A1. Le ultime due di ogni girone retrocedono in Serie B.
Vengono promosse nella massima serie OSRA Venezia, Global by flight Taranto e Risto 3 Rovereto.

## Stagione regolare

### Girone A
|  |     | Classifica finale 2000-2001 | Pt | G  | V  | P  | PtF | PtS |
|  | --- | --------------------------- | -- | -- | -- | -- | --- | --- |
|  | 1.  | Risto 3 Rovereto            | 48 | 26 | 24 | 2  | -   | -   |
|  | 2.  | Scortrans Vicenza           | 40 | 26 | 20 | 6  | -   | -   |
|  | 3.  | Techna Reggio Emilia        | 36 | 26 | 18 | 8  | -   | -   |
|  | 4.  | OSRA Venezia                | 34 | 26 | 17 | 9  | -   | -   |
|  | 5.  | Trudi Udine                 | 26 | 26 | 13 | 13 | -   | -   |
|  | 6.  | Pakelo San Bonifacio        | 26 | 26 | 13 | 13 | -   | -   |
|  | 7.  | Basket Cavezzo              | 24 | 26 | 12 | 14 | -   | -   |
|  | 8.  | Lenzi Bolzano               | 20 | 26 | 10 | 16 | -   | -   |
|  | 9.  | Ba.Se. Livorno              | 20 | 26 | 10 | 16 | -   | -   |
|  | 10. | Free Basket Arezzo          | 20 | 26 | 10 | 16 | -   | -   |
|  | 11. | CO.PU.RA. Ravenna           | 20 | 26 | 10 | 16 | -   | -   |
|  | 12. | Marsilli Muggia             | 18 | 26 | 9  | 17 | -   | -   |
|  | 13. | Emilianacar Bologna         | 18 | 26 | 9  | 17 | -   | -   |
|  | 14. | Named San Giovanni Valdarno | 14 | 26 | 7  | 19 | -   | -   |

### Girone B
|  |     | Classifica finale 2000-2001 | Pt | G  | V  | P  | PtF | PtS |
|  | --- | --------------------------- | -- | -- | -- | -- | --- | --- |
|  | 1.  | Global by flight Taranto    | 50 | 26 | 25 | 1  | -   | -   |
|  | 2.  | Romeo Pozzuoli              | 38 | 26 | 19 | 7  | -   | -   |
|  | 3.  | Sport Club Alcamo           | 38 | 26 | 19 | 7  | -   | -   |
|  | 4.  | Americana Viterbo           | 36 | 26 | 18 | 8  | -   | -   |
|  | 5.  | ILG Alcamo                  | 30 | 26 | 15 | 11 | -   | -   |
|  | 6.  | Rima Recognition Marino     | 26 | 26 | 13 | 13 | -   | -   |
|  | 7.  | Academy Hotel Siena         | 26 | 26 | 13 | 13 | -   | -   |
|  | 8.  | Napoli Vomero               | 24 | 26 | 12 | 14 | -   | -   |
|  | 9.  | Carpedil Battipaglia        | 20 | 26 | 10 | 16 | -   | -   |
|  | 10. | Partenio Avellino           | 20 | 26 | 10 | 16 | -   | -   |
|  | 11. | Alimenti Sardi Cagliari     | 18 | 26 | 9  | 17 | -   | -   |
|  | 12. | Eismann Caserta             | 18 | 26 | 9  | 17 | -   | -   |
|  | 13. | Sapori di Sardegna Cagliari | 16 | 26 | 8  | 18 | -   | -   |
|  | 14. | Olimpia Patti               | 4  | 26 | 2  | 24 | -   | -   |

## Poule promozione

### Poule 1
|  |    | Classifica finale 2000-2001 | Pt | G | V | P | PtF | PtS |
|  | -- | --------------------------- | -- | - | - | - | --- | --- |
|  | 1. | OSRA Venezia                | 10 | 6 | 5 | 1 | -   | -   |
|  | 2. | Risto 3 Rovereto            | 10 | 6 | 5 | 1 | -   | -   |
|  | 3. | Sport Club Alcamo           | 2  | 6 | 1 | 5 | -   | -   |
|  | 4. | Romeo Pozzuoli              | 2  | 6 | 1 | 5 | -   | -   |

### Poule 2
|  |    | Classifica finale 2000-2001 | Pt | G | V | P | PtF | PtS |
|  | -- | --------------------------- | -- | - | - | - | --- | --- |
|  | 1. | Global by flight Taranto    | 10 | 6 | 5 | 1 | -   | -   |
|  | 2. | Techna Reggio Emilia        | 8  | 6 | 4 | 2 | -   | -   |
|  | 3. | Scortrans Vicenza           | 6  | 6 | 3 | 3 | -   | -   |
|  | 4. | Americana Viterbo           | 0  | 6 | 0 | 6 | -   | -   |

## Verdetti
- Promosse in Serie A1: OSRA Venezia e Global by flight Taranto.
  - Risto 3 Rovereto è stata poi ammessa in Serie A1 al posto della rinunciataria Happidea Albino.
- Retrocesse in Serie B: Emilianacar Bologna (poi riammessa), Named San Giovanni Valdarno, Sapori di Sardegna Cagliari (poi riammessa) e Olimpia Patti.